# Beck – Quid Pro Quo
Beck – Quid Pro Quo är svensk TV-film från 2023. Filmen är den andra i nionde säsongen baserade på Sjöwall Wahlöös fiktiva polis Martin Beck. Den är regisserad av Pontus Klänge, med manus skrivet av Dennis Magnusson.
Filmen hade premiär på streamingtjänsten C More den 17 mars 2023, och visades på TV4 längre fram.

## Rollista
| - Peter Haber – Martin Beck - Kristofer Hivju – Steinar Hovland - Martin Wallström – Josef Eriksson - Anna Asp – Jenny Bodén - Jennie Silfverhjelm – Alexandra Beijer - Måns Nathanaelson – Oskar Bergman - Jonas Karlsson – Klas Fredén - Elmira Arikan – Ayda Çetin - Valter Skarsgård – Vilhelm Beck - Ingvar Hirdwall – Grannen - Magnus Schmitz – Örjan Landström | - Danilo Bejarano – Kent Larsson - Karin Bengtsson – Johanna - Irma Jämhammar – Jasmina - Bruno Fuentes – Pedro - Pablo Leiva Wenger – Rodrigo - Yaya Gomez Gassama – Thomé - Katarina Rodopoulos – Samira - Miodrag Stojanovic – Dima - Ellen Fosti – Lina - Eli Frankel – Reporter - Sharzad Rahmani – Kassandra |